# Piotr Szymczak
Piotr Aleksander Szymczak (ur. 1973) – polski profesor nauk fizycznych, popularyzator nauki.

## Życiorys
Piotr Szymczak uczył się w IX Liceum Ogólnokształcącym im. Klementyny Hoffmanowej w Warszawie. Był laureatem Olimpiady Astronomicznej, Fizycznej i Filozoficznej. W okresie szkolnym stypendysta Krajowego Funduszu na rzecz Dzieci. W późniejszym okresie związany z Funduszem jako prowadzący zajęcia.
W 1997 ukończył studia fizyczne na Uniwersytecie Warszawskim. W 2001 doktoryzował się tamże na podstawie rozprawy Memory function for collective diffusion of interacting Brownian particles (promotor – Bogdan Cichocki). Po obronie doktoratu odbył dwuletni staż na Uniwersytecie Florydzkim. W 2010 roku habilitował się, przedstawiając rozprawę Ewolucja geometrii wąskich szczelin w procesie erozji chemicznej. W 2019 roku uzyskał tytuł profesora nauk fizycznych.
Jego zainteresowania naukowe skupiają się wokół dynamiki płynów i fizyki statystycznej, często w zastosowaniach do problemów bio- i geofizycznych. Interesuje go też dynamika układów złożonych i procesy samoorganizacji, zwłaszcza wyłanianie się kształtu i formy w materii żywej i nieożywionej. Wraz z A. Laddem zaproponował nowy mechanizm powstawania jaskiń. 
Zawodowo związany z Instytutem Fizyki Teoretycznej Wydziału Fizyki UW. Wypromował cztery doktoraty.
Popularyzator nauki.